# Fedora (kapelusz)

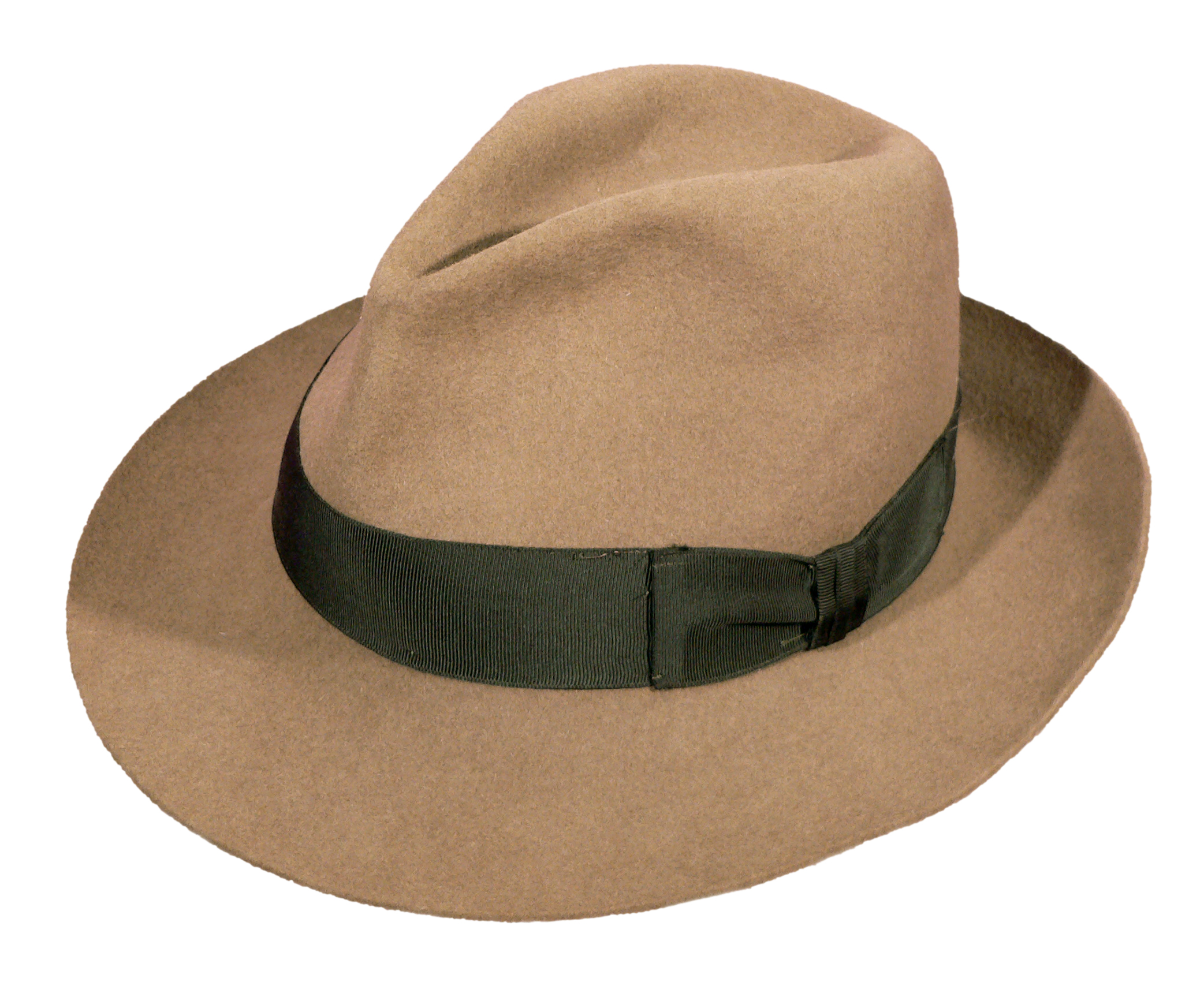
Fedora

Fedora – rodzaj kapelusza z rondem, zwykle filcowego, z wklęsłą fałdą wzdłuż główki, powstały w pierwszym dziesięcioleciu XX wieku. Nazwa pochodzi od imienia głównej bohaterki sztuki Fédora, księżniczki Fedory Romanowej, która nosiła podobne nakrycie głowy.

## Fedora w kulturze

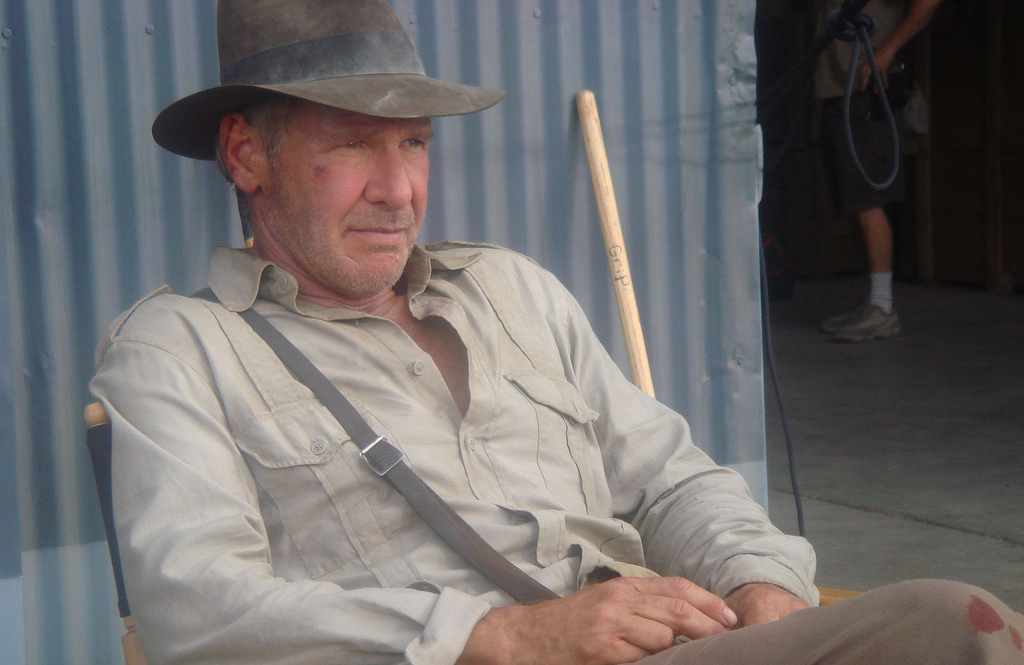
Indiana Jones noszący fedorę w filmie Indiana Jones i Królestwo Kryształowej Czaszki.

- Brązowy kapelusz tego typu pojawiał się na głowie Indiany Jonesa w filmach z jego udziałem[2].
- Czerwoną fedorę i trencz nosiła również Carmen Sandiego – postać z gier komputerowych.
- W Powrocie do przyszłości II główny bohater filmu Marty McFly kupuje sobie w roku 1955 czarną fedorę.
- Takiego kapelusza używali główni bohaterowie filmów The Blues Brothers i Blues Brothers 2000 – bracia Blues.
- Z noszenia fedory znany był Michael Jackson. Piosenkarz używał kapelusza także podczas widowiskowych koncertów[3].
- Kapelusz zdobił głowę bohatera DC Comics – Sandmana.
- Fedorę nosił Ned Racine (grany przez Williama Hurta) w filmie Żar ciała.
- Fedora pojawia się w kreskówkach Chip i Dale: Brygada RR (nosi ją Chip) oraz Fineasz i Ferb, gdzie jest znakiem rozpoznawczym tajnych agentów.
- Fedora była symbolem gangsterów i  prywatnych detektywów z lat 30. i 40. XX wieku. Ikoniczną postać detektywa z fedorą na głowie wykreował Humphrey Bogart[4].
- Fedorę i prochowiec nosił Jef Costello (grany przez Alaina Delona) we francusko-włoskim filmie Samuraj.

Do nazwy kapelusza nawiązuje dystrybucja Linuksa o nazwie Fedora, będąca darmowym systemem operacyjnym z rodziny Red Hat (ang. czerwony kapelusz), w którym testowane są nowe rozwiązania programistyczne stosowane później w komercyjnym systemie operacyjnym Red Hat Enterprise.